# Hatata
Hatata (/hɑːˈtɑːtə/; Ge'ez : ሓተታ ḥatäta "inquérito") é um tratado filosófico de ética de 1667 pelo filósofo abissínio Zera Yacob, escrito a pedido do filho de seu patrão Walda Heywat. A filosofia é de natureza teísta e surgiu durante um período em que a literatura filosófica africana tinha um caráter significativamente oral. Tem sido frequentemente comparado pelos estudiosos ao Discours de la methode de Descartes (1637).

## Visão geral
Sob perseguição de livre-pensadores pelo rei católico Susenyos na Etiópia, Zera Yacob compôs sua filosofia racionalista em uma caverna entre 1630 e 1632. Yacob escreveu Hatata como uma investigação da luz da razão e é mais conhecido por essa filosofia em torno do princípio da harmonia. Ele afirmou que a moralidade de uma ação é decidida pelo avanço ou degradação da harmonia geral no mundo. Enquanto ele acreditava em uma divindade, a quem ele se referia como Deus, ele rejeitava qualquer conjunto de crenças religiosas. Em vez de derivar crenças de qualquer religião organizada, Yacob buscou a verdade ao observar o mundo natural e por sua razão.
No Hatata, seguindo os passos dos Pais da Igreja, Yacob aplicou a ideia da causa primeira à sua prova da existência de Deus. "Se eu disser que meu pai e minha mãe me criaram, devo procurar o criador dos meus pais e dos pais dos meus pais, até que eles cheguem ao primeiro que não foi criado como nós, mas que veio a este mundo de alguma outra maneira sem ser gerado."
No entanto, o conhecimento de Deus não depende do intelecto humano, mas "Nossa alma tem o poder de ter o conceito de Deus e de vê-lo mentalmente. Deus não deu esse poder sem propósito; assim como ele deu o poder, ele também deu a realidade."
Com a morte de Yacob, em 1692, seu pupilo Walda Heywat atualizou o trabalho para incluir sua morte.